# Chiesa di San Rocco (Cembra Lisignago)
La chiesa di San Rocco è una chiesa situata a Cembra, capoluogo del comune di Cembra Lisignago in provincia di Trento; è sussidiaria della parrocchiale di Santa Maria Assunta di Cembra e fa parte dell'arcidiocesi di Trento; è posta ai margini del paese, sulla spianata detta "campagna rasa", che si protende verso il centro della valle.

## Storia
L'edificio nasce ex voto, durante gli anni della peste: la prima, piccola, struttura venne costruita nel 1519, e consisteva in poco più di quello che oggi è l'abside della chiesa. L'edificio venne notevolmente ampliato con l'epidemia di peste del 1630, incluso il campanile, che venne eretto fra il 1617 e il 1632.

## Descrizione

### Esterno

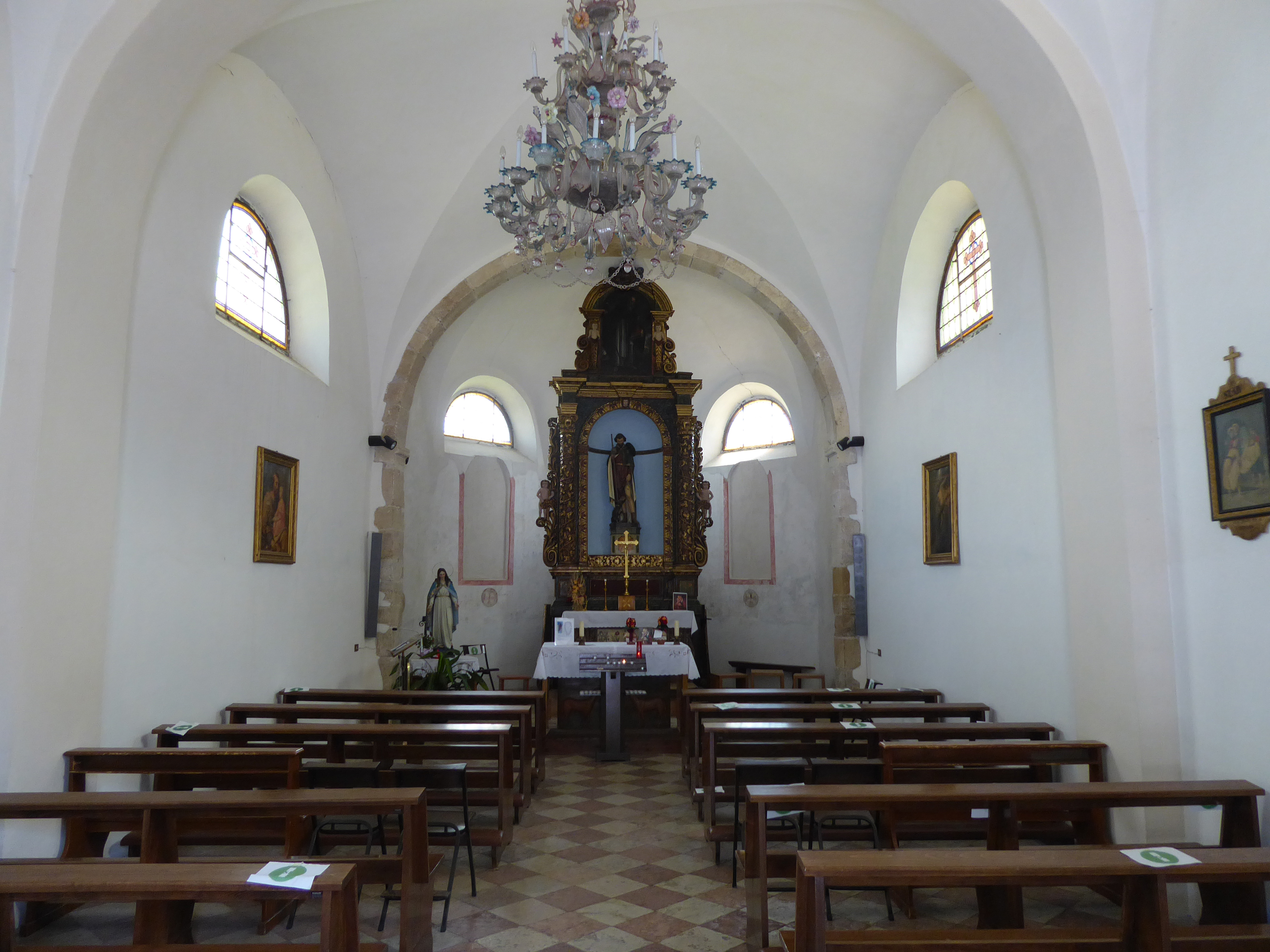
Interno

Sulla facciata troneggiano due statue di san Francesco d'Assisi e sant'Antonio da Padova, e sopra il portale d'ingresso un'iscrizione fa riferimento ad un altro ex voto, questo per il colera del 1836. 
A lato sorge il campanile che regge varie campane. La più grossa pesa 15 quintali, è stata fusa a Cembra nel 1632 e suona ancora.

### Interno

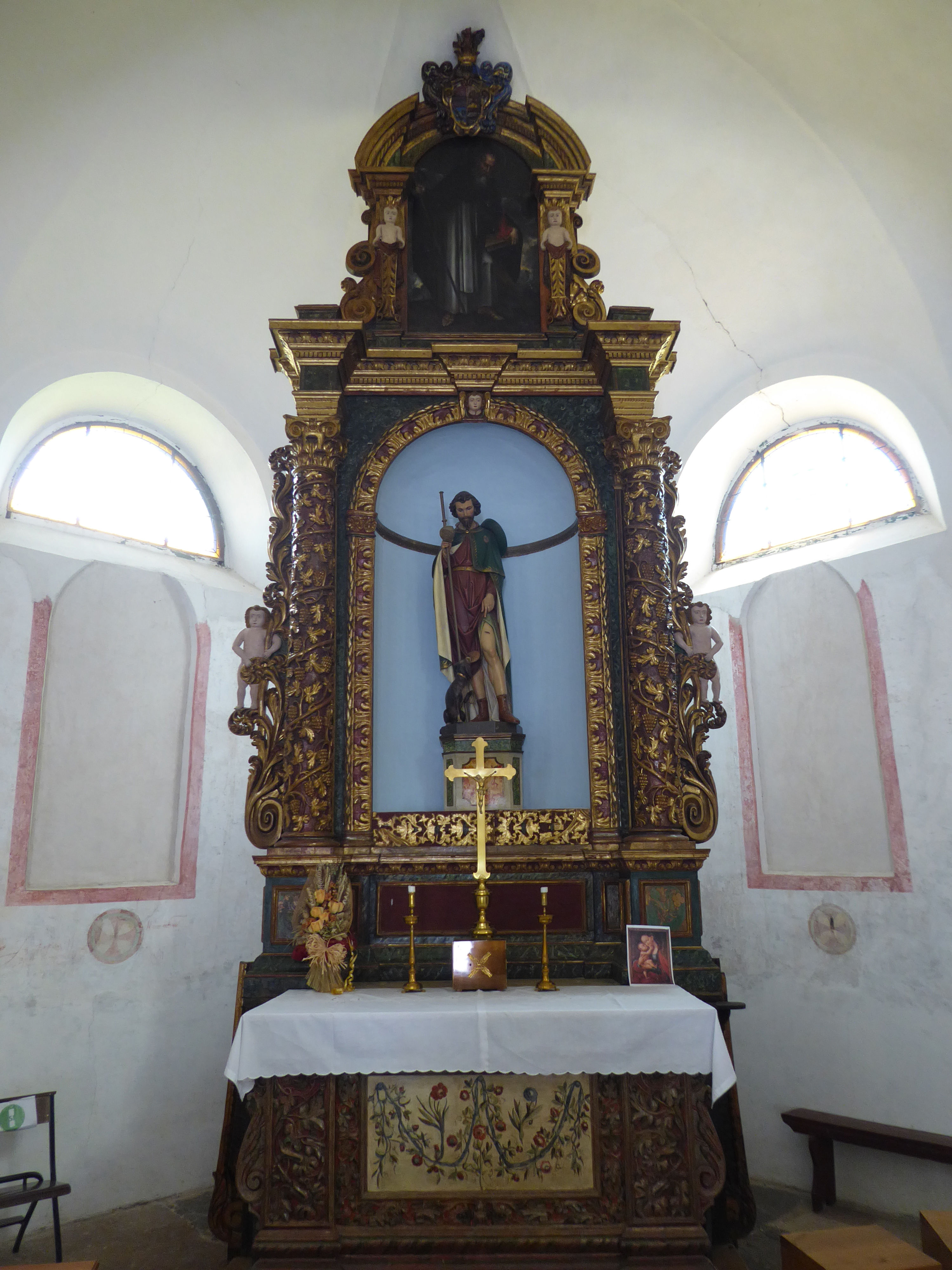
Altare maggiore

L'interno della chiesa è spoglio; mentre in documenti relativi ad una visita pastorale del 1580 si citano tre altari, oggi rimane solo quello maggiore, contenente una statua raffigurante san Rocco. Nel fastigio si trova un dipinto di autore veneto seicentesco, raffigurante sant'Antonio abate, e una pala dello stesso periodo, raffigurante Maria Regina e i santi Giovanni apostolo, Giovanni Battista e Francesco è appesa alla parete del presbiterio.
La chiesa custodiva anche una pala seicentesca raffigurante sant'Orsola, e due statue cinquecentesche di san Leonardo e san Nicola, tutte trafugate.